# 绿沙地锦鸡儿
绿沙地锦鸡儿（学名：Caragana davazamcii var. viridis）为豆科锦鸡儿属下的一个变种。

## 扩展阅读
- 維基物種上的相關：绿沙地锦鸡儿